# Na Chlumku (Svitavská pahorkatina)
Na Chlumku (495 m n. m.) je vrch v okrese Ústí nad Orlicí v Pardubickém kraji. Leží asi 0,5 km východně od obce Leština, na katastrálním území Leštiny a podřazené vsi Podhořany u Nových Hradů.

## Geomorfologické zařazení
Geomorfologicky vrch náleží do celku Svitavská pahorkatina, podcelku Loučenská tabule a okrsku Vraclavský hřbet, jehož je to nejvyšší bod.